# Johann Ernst Hohenholtz
Johann Ernst Hohenholtz, auch Johannes Ernst Hohenholtz, (* 23. August 1690 im Holsteinischen; † 25. Dezember 1767 in Ratzeburg) war ein deutscher evangelisch-lutherischer Geistlicher, zuletzt Superintendent für das Herzogtum Sachsen-Lauenburg von 1744 bis 1767.

## Beruflicher Werdegang
Nach seinem Studium war Hohenholtz ab 1618 zunächst Magister legens an der Universität in Kiel.
1720 kam er als Diakon an die Ratzeburger Stadtkirche und war später als Assessor auch Mitglied im Lauenburgischen Konsistorium.
Am 1. Juli 1744 wurde er in das Amt des Lauenburgischen Superintendenten eingeführt, das er bis zu seinem Tode bekleidete, wobei ihm jedoch wegen seines Alters ab 1759 folgende Pastoren als Adjunkte zur Seite gestellt wurden:
- 1759 Martin Eberhardt von Brincken (Pastor in Mustin, später Hittbergen, dann Neuhaus);
- 1767 sein Sohn Georg Ernst Hohenholtz (Pastor in Hittbergen) und ebenfalls
- 1767 Samuel Friedrich Junack (Pastor in Berkenthin).